# Mais Alto (revista)
A Mais Alto é a revista oficial da Força Aérea Portuguesa, categorizada como um órgão de natureza cultural, sendo um elo de comunicação entre a Força Aérea e a população e os seus militares. A sua existência serve para divulgar atividades e eventos, bem como outros assuntos de interesse aeronáutico para o ramo aéreo português.